# Kamino (jeugddienst)
Kamino (vroegere naam IJD) is de jeugddienst van de Katholieke Kerk in Vlaanderen. Deze dienst heeft in elk Vlaams bisdom een afdeling die verantwoordelijk is voor de diocesane jongerenpastoraal.
Kamino begeleidt ongeveer 200 aangesloten jongerengroepen (Plussers, Jokri, Lange Wegprojecten, jongerenkoren, misdienaarswerkingen, Bijbelgroepen, enz.). Deze dienst organiseert vorming voor jongerenbegeleiders en zet activiteiten op voor jongeren zelf. Kamino bereikt jaarlijks 25000 jongeren tussen 12 en 30 jaar en werkt met 1250 vrijwilligers. Kamino heeft zes afdelingen en een nationaal secretariaat. 

## Plussers
Plussers zijn jongeren die na het vormsel op regelmatige basis samenkomen om op hun eigen wijze op zoek te gaan naar zingeving. Hun samenkomsten zijn opgebouwd rond vier accenten die onlosmakelijk met elkaar verbonden zijn:
- persoonlijke groei
- ontmoeting
- geloven
- engagement